# Bulgebi jezik
Bulgebi jezik (ISO 639-3: bmp), papuanski jezik transnovogvinejske porodice, kojim govori još 50 ljudi (2000 S. Wurm) od 125 etničkih Bulgebija u priobalju provincije Madang na Papui Novoj Gvineji. 
Zajedno s jezicima asaro’o [mtv], degenan [dge], forak [frq], guya [gka], gwahatike [dah], muratayak [asx] i yagomi [ygm] pripada finisterskoj podskupini warup.

## Vanjske poveznice
- Ethnologue (14th)
- Ethnologue (15th)